# Transport ferroviaire en Lettonie
Le transport ferroviaire en Lettonie est constitué d'un réseau ferroviaire à écartement russe (1 520 mm) ainsi que d'un réseau à écartement de 750 mm et de trois réseaux de tramway.

## Histoire
Musée du chemin de fer letton.

## Réseau ferré
En tant qu'opérateur de réseau ferré, Latvijas dzelzceļš offre aux différents opérateurs de transport plus de 2 000 kilomètres de voies de 1 520 mm d'écartement.  
La vitesse maximale autorisée est 120 km/h pour le transport de voyageurs et 80 km/h pour les trains de marchandise.

### Lignes ferroviaires
- Ligne de chemin de fer Gulbene – Alūksne
- Ligne ferroviaire Jelgava–Liepāja.
- Chemin de fer à voie étroite Meitene–Bauska
- Chemin de fer Saint-Pétersbourg-Varsovie
- Ligne ferroviaire Rēzekne-Kārsava
- Ligne ferroviaire Rēzekne – Zilupe
- Ligne ferroviaire Riga-Jelgava
- Ligne de Torņakalns à Tukums II
- Ligne ferroviaire Ventspils-Tukums
- Ligne de Zemitāni à Skulte

### Lignes ferroviaires électrifiées
Les cinq lignes suivantes sont électrifiées :
- Riga – Jelgava
- Torņakalns – Tukums 2
- Riga – Zemitāni - Skulte
- Riga – Aizkraukle
- Zemitāni – Šķirotava

### Lignes ferroviaires en projet

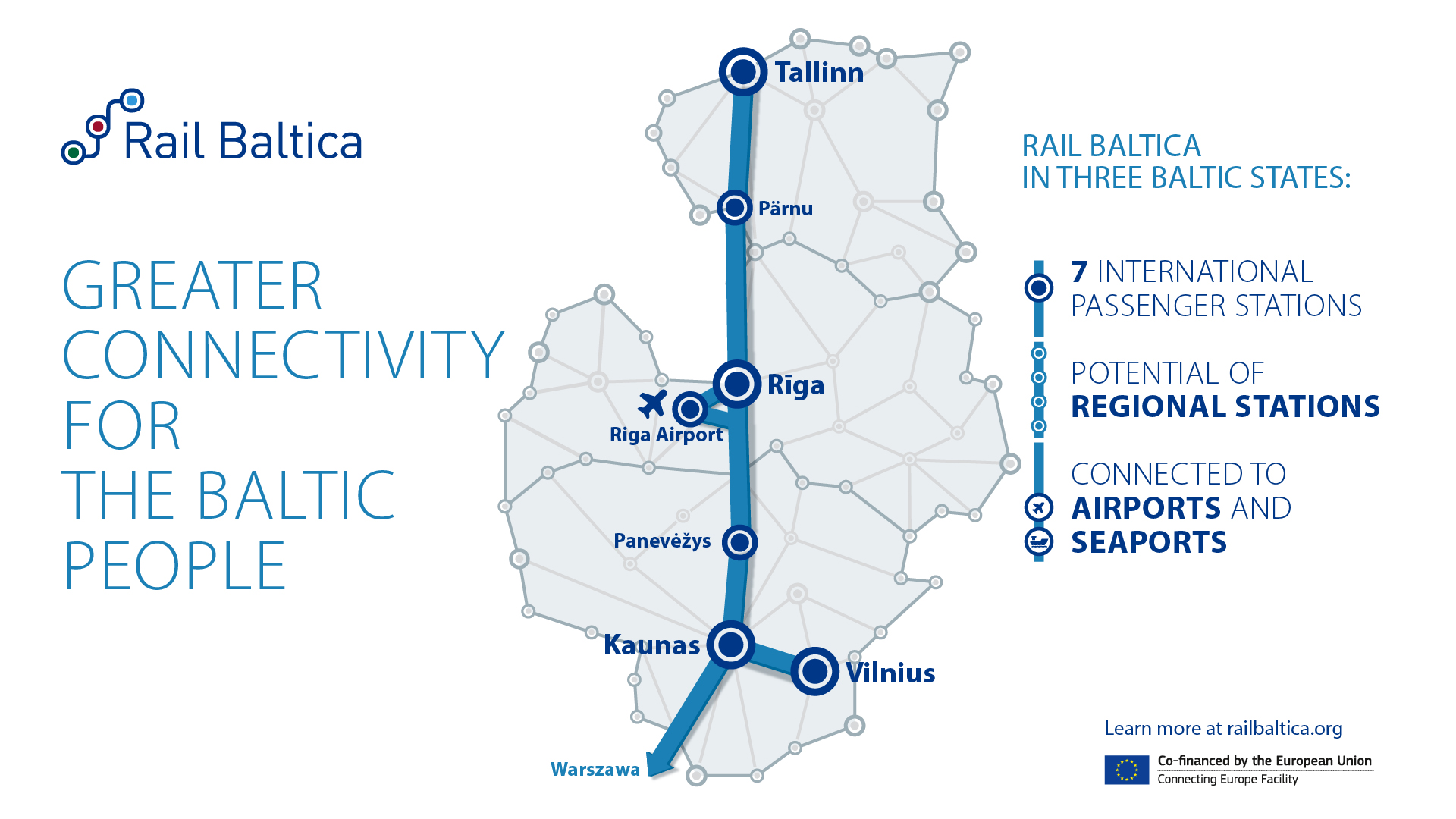
Carte de 2017 avec gares prévues de rail baltica.